# Matt Riazzi
Matt Riazzi (* 1970) ist ein ehemaliger US-amerikanischer Footballspieler.

## Laufbahn
Riazzi spielte bis 1993 an der University of Kentucky und ab 1995 bei den Braunschweig Lions in der Football-Bundesliga. Der 1,77 Meter große Runningback gehörte zunächst bis zum Ende des Spieljahres 2002 zum Aufgebot der Niedersachsen. Er gewann mit Braunschweig 1997, 1998 und 1999 die deutsche Meisterschaft sowie 1999 den Eurobowl. Zudem erreichte er mit der Mannschaft 2000, 2001 und 2002 das Endspiel um die deutsche Meisterschaft sowie 2002 ebenfalls den Eurobowl, dort musste man sich jedoch jeweils geschlagen geben.
In der Saison 2003 stand Riazzi in Diensten des Braunschweiger Ligakonkurrenten Berlin Adler, danach kam er nach Niedersachsen zurück und verstärkte die Mannschaft in den Spieljahren 2004 und 2005, ehe er seine Laufbahn beendete. 2004 wurde er mit Braunschweig deutscher Vizemeister, 2005 gelang zum Abschluss seiner Zeit in Niedersachsen der Titelgewinn, sodass er die Mannschaft als insgesamt viermaliger deutscher Meister verließ. Er erzielte für die Niedersachsen insgesamt 854 Punkte und 9246 Yards Raumgewinn bei Laufversuchen. Mit letzterem Wert stellte er einen Vereinsrekord auf. 2016 wurde Riazzi in die Ruhmeshalle der Braunschweiger Mannschaft aufgenommen.